# Jaap Eden
Jacobus Johannes „Jaap“ Eden (* 19. Oktober 1873 in Groningen; † 2. Februar 1925 in Haarlem) war ein Eisschnellläufer und Radsportler aus den Niederlanden. 1895 wurde er Doppel-Weltmeister in diesen beiden Sportarten und ist bis heute (2022) der einzige Sportler, dem dies gelang.

## Kindheit und Jugend
Jaap Eden wurde als Sohn eines Sportlehrers geboren, seine Mutter stammte aus einer Familie der Mittelklasse. Nachdem die Mutter zwei Wochen nach seiner Geburt gestorben war, wurde Jaap Eden bei seiner Großmutter untergebracht, die ein Hotel führte und wiederum sechs Jahre später ebenfalls starb. Anschließend kam er zu einer Tante. Deren Ehemann betrieb eine Gärtnerei, in der Eden mitarbeitete, und da es im Winter nicht so viel zu tun gab, hatte er ausreichend Zeit für den Eisschnelllauf.

## Eisschnelllauf
Jaap Edens sportliches Talent zeigte sich mit 15 Jahren. Sein erster Trainer war Klaas Pander, der damals als bester niederländischer Eisschnellläufer galt. Im Dezember 1890 errang Eden bei einer Kurzbahnmeisterschaft (auf einer 160-Meter-Rundstrecke) seinen ersten Erfolg. Mit 17 Jahren wurde er zur Weltmeisterschaft zugelassen. Da es 1890 noch keinen internationalen Verband gab, wurde diese vom Amsterdamer Schlittschuhclub durchgeführt, wobei jedoch nur zwei ausländische Läufer erschienen. Eden erreichte dabei den dritten bzw. vierten Platz über eine halbe und eine ganze Meile. Einige Wochen später lief Eden auch bei den Europameisterschaften in Hamburg, jedoch ohne bemerkenswerten Erfolg. Die Weltmeisterschaften 1892 wurden wegen ungünstiger Wetterverhältnisse nicht durchgeführt, während die Europameisterschaften nur von österreichischen Läufern frequentiert wurden. Eden gewann den „Prince of Orange Cup“ in England und damit seinen ersten internationalen Wettkampf.
1892 wurde die Internationale Eislaufunion (ISU) gegründet, die im darauffolgenden Jahr die Weltmeisterschaften abermals in Amsterdam durchführte. Dabei wurde Eden Weltmeister auf drei von vier Laufstrecken. 
Zwei Tage zuvor war Eden zweimal auch niederländischer Meister über die 1500-Meter- und die 5000-Meter-Strecke geworden. Seine Siegerzeit über 1500 Meter von 2:35 Minuten ist der erste von der ISU registrierte Weltrekord im Eisschnelllauf (die Zeit von 9:16 Minuten über 5000 Meter waren der zweite Weltrekord). 

## Radsport

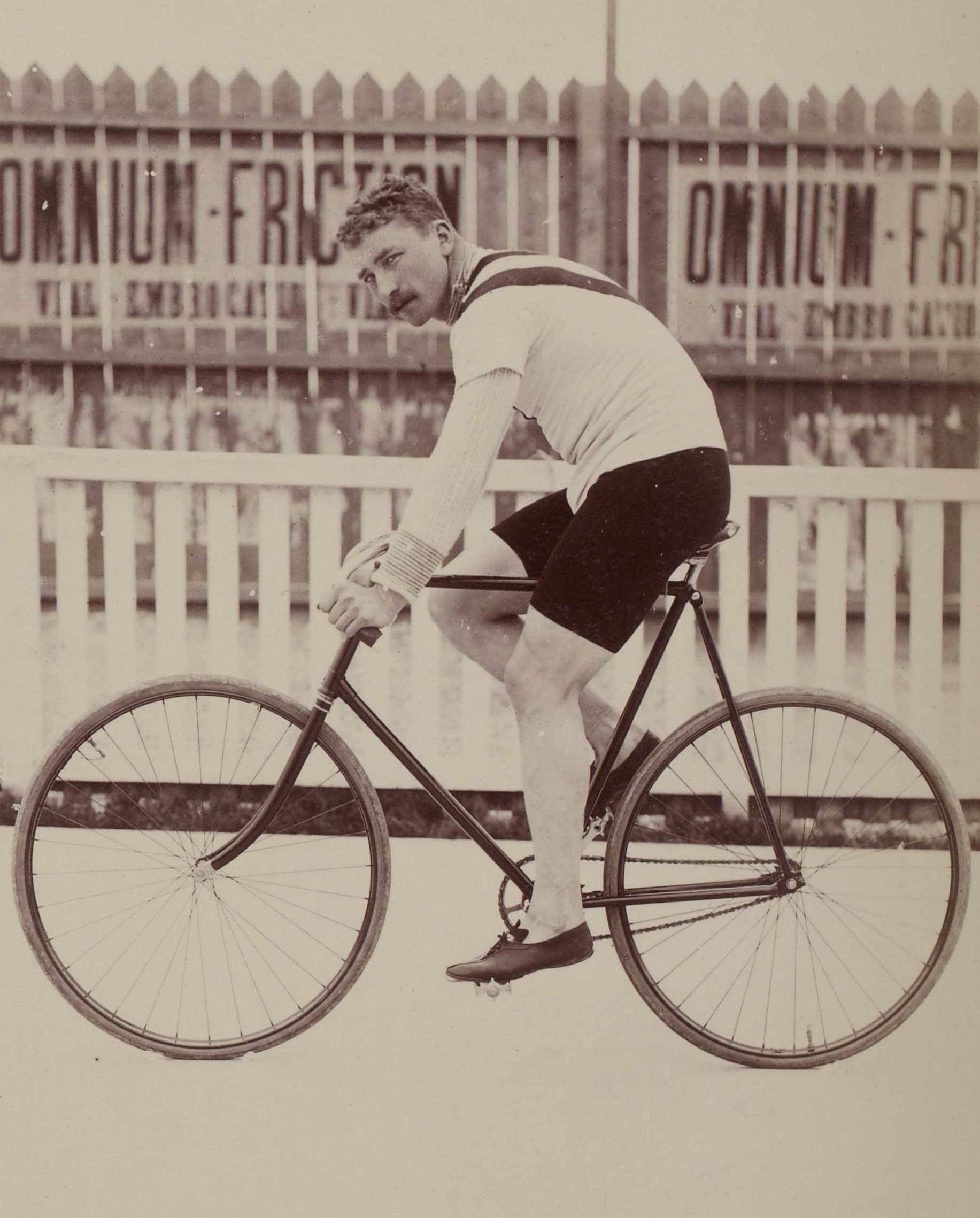
Jaap Eden als Radsportler (1896)

1892 trat Jaap Eden dem Haarlemer Radfahr-Verein "De Kettinggangers" bei, um auch im Sommer trainieren zu können. Am 30. April 1893 gewann er sein erstes Rennen. Drei Wochen später besiegte er den damaligen besten holländischen Straßenfahrer Cees Witteveen in einem 25-Kilometer-Rennen und stellte dabei einen neuen Rekord auf. In jenem Jahr startete er bei insgesamt 20 Rennen, die er alle gewann, und wurde dreifacher nationaler Meister. 1894 wurde er Vize-Weltmeister im Sprint, 1895 Weltmeister.
Dieser Erfolg wurde schnell vermarktet: Die Schokoladenfabrik Droste in Haarlem produzierte nach ihm benannte Schokoladenriegel. Eine Zigarrenfabrik kreierte die Sorte Ons Jaap und zahlte für jede von ihm gerauchte Zigarre ein Honorar. In der Folge wurde Eden ein Zigarrenliebhaber, der nach Aussagen von zeitgenössischen Journalisten sogar auf Ehrenrunden nach Radrennen eine Zigarre rauchte.
1896 ging Eden als Profi-Radrennfahrer nach Paris, wo er in einem Jahr umgerechnet 40.000 Gulden an Startgeldern erhielt und deshalb sogar eine lukrative Einladung in die USA ausschlug. Zudem unterzeichnete er Verträge mit Humber und mit Dunlop, die ihm zusätzliches Geld einbrachten, so dass er nach Schätzungen insgesamt 100.000 Gulden in einem Jahr verdiente. In Bordeaux stellt er einen Weltrekord über 1000 Meter auf. Schnell wurde er ein ebenbürtiger Gegner der damaligen Radrennstars Edmond Jacquelin und Paul Bourillon. Er erhielt den Beinamen La Locomotive, auch weil er seine Siege mit purer Kraft und nicht durch Taktik gewann.

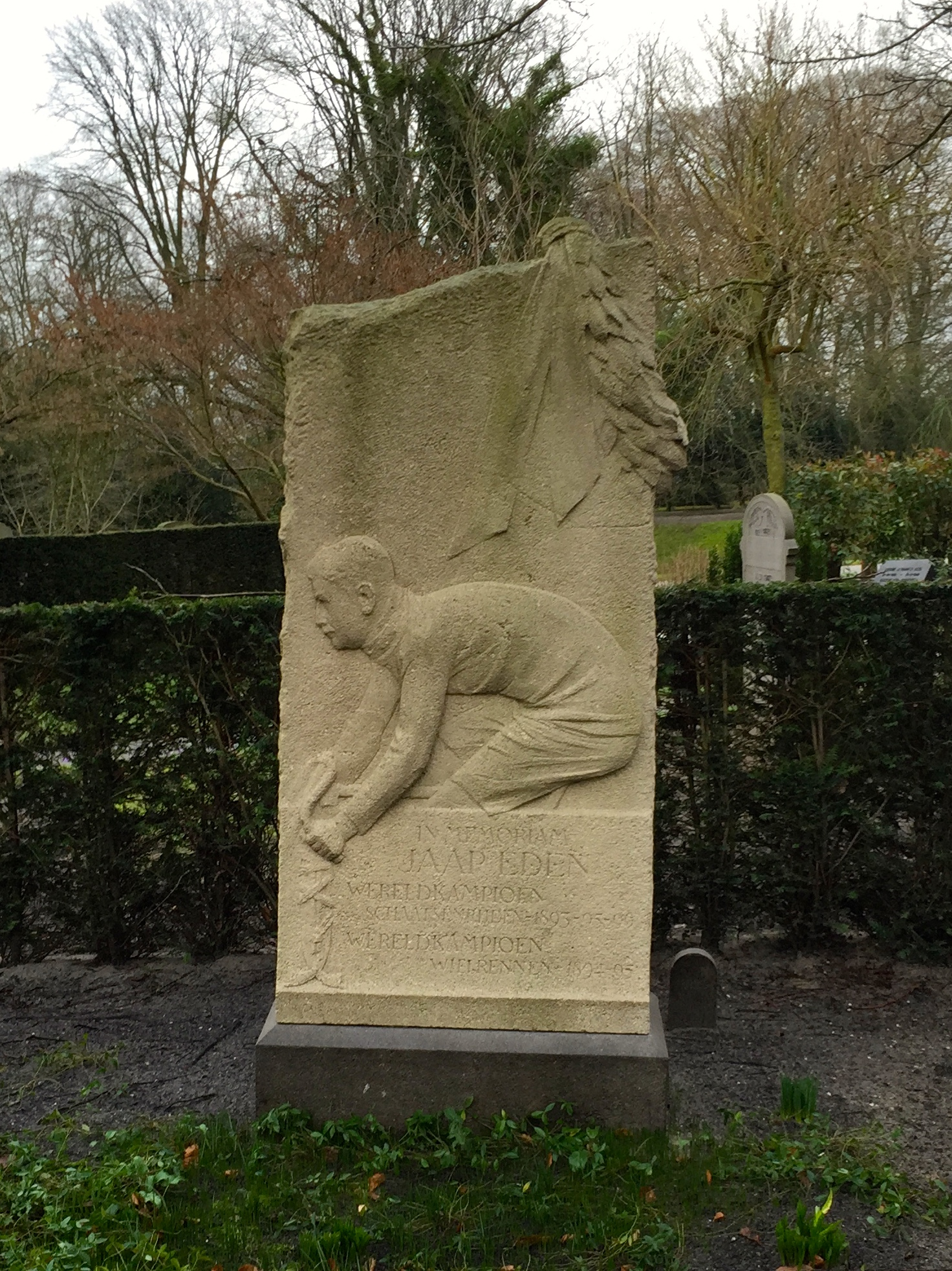
Grabstein von Jaap Eden in Haarlem

In Paris war Eden auf dem Höhepunkt seiner Karriere, aber er genoss auch das schöne Leben mit Nachtclub-Besuchen und wechselnden Frauenbekanntschaften. Auf der anderen Seite geriet er in Konflikt mit dem niederländischen Radsport-Verband, da er sich weigerte, an den Bahn-Weltmeisterschaften in Kopenhagen teilzunehmen. Schon 1893 hatte der Sportfunktionär Pim Mulier beklagt, dass Eden nicht „ruhig“ genug für einen Sportler sei, und er kritisierte auch dessen Vorliebe für Zigarren. Schon bald zeitigte sein Lebenswandel Folgen, gesundheitlich wie finanziell.
Im August 1897 gewann Jaap Eden mit dem Grand Prix Amsterdam sein letztes Rennen in den Niederlanden, 1896 hatte er den Grand Prix auch schon gewonnen. Anschließend blieben weitere Erfolge aus, und auch eine USA-Tournee wurde zum Fiasko. 1902 beendete er seine sportliche Laufbahn, um zwei Jahre später erfolglos ein Comeback zu versuchen. Zehn Jahre später, im Alter von 41 Jahren, trat er nochmals bei einem Showrennen an, weil er Geld brauchte.

## Nach dem Sport
1915 heiratete Jaap Eden und wurde Vater eines Sohnes. Im Oktober 1915 wurde er anlässlich seines 25-jährigen Jubiläums als Sportler bei einem Bankett in Amsterdam gefeiert. Ihm wurde ein Zigarrengeschäft angeboten, mit dem er künftig seinen Lebensunterhalt bestreiten konnte, nachdem er zwischenzeitlich schon in Varietés aufgetreten war, um Geld zu verdienen.
In den folgenden Jahren sprach Eden so gut wie nie mehr über seine sportlichen Erfolge, wie seine Frau später in einem Interview berichtete. Die Erinnerungsstücke aus seiner aktiven Zeit als Sportler verschwanden allerdings nach und nach, da Eden sie verkaufte, um seinen Alkoholkonsum zu finanzieren. 1925 starb er, nachdem er jahrelang in Haarlems Kneipen als traurige Gestalt belächelt worden war.
Im März 1922 hatten Freunde ein Jaap Eden Comité gegründet, um die Ausbildung von Edens Sohn Jaap (II.) zu sichern. Dieser beendete die Schule erfolgreich und wurde Pilot der Niederländischen Luftstreitkräfte. Im Mai 1940 konnte er sich im deutschen Angriff auf die Niederlande auszeichnen und erhielt später einen Tapferkeitsorden.

## Erinnerung
1928 wurde Jaap Eden in eine permanente Grabstätte umgebettet, und Freunde finanzierten einen monumentalen Grabstein.
1961 wurde in Amsterdam die „Jaap Eden Ijsbanen“ in Betrieb genommen. Offiziell wurde sie von Jaap Eden III., dem Enkel von Jaap Eden, eröffnet.
2015 wurde, ebenfalls im Beisein des Enkels, eine Gedenkplakette auf dem Amsterdamer Museumplein enthüllt. Dort hatte sich 1893 die Eisbahn befunden, auf der Jaap Eden seinen ersten Weltmeistertitel im Eisschnelllauf errang.
2019 erschien eine niederländische 5 euro Gedenkmünze zur Erinnerung an Jaap Eden.